# Wieża Bismarcka w Wiesbaden
Wieża Bismarcka w Wiesbaden – najwyższa z wież ku czci Ottona von Bismarcka, drewniana, znajdowała się w Wiesbaden. Została zbudowana w 1910 roku. Zburzona została w 1918 roku.